# Guéré (langue)
Le guéré  (ou wê, gere) est une langue krou parlée par les Guérés dans le district des Montagnes de la Côte d'Ivoire et dans le Liberia oriental. Il existe un continuum de dialectes apparentés entre les langues wobé et guéré/wê de Côte d'Ivoire et des langues apparentés au Liberia appelées krahn. Wobé, guéré/wê et krahn sont inter-compréhensibles et par certains considérés comme la même langue ou un groupe de langues apparentées. Les langues guéré/wê étaient parlées par plus de 360 000 personnes en Côte d'Ivoire en 1983.

## Phonologie
La phonologie du wê/guéré (ci-dessus la description pour le dialecte Zagna du Guéré Central / Wê méridional) est typique pour une langue krou, notamment en raison de l'opposition entre voyelles orales/nasales, mi-fermées et mi-ouvertes et de la complexité du système tonal. De multiples ressemblances grammaticales et lexicales sont attestés également.

### Consonnes
Les consonnes phonémiques du wê sont les suivants:
|               | Bilabiale | Bilabiale | Labio-dental | Labio-dental | Labiovélaire | Labiovélaire | Alvéolaire | Alvéolaire | Palatale | Palatale | Vélaire | Vélaire | Labio-vélaire | Labio-vélaire |
| ------------- | --------- | --------- | ------------ | ------------ | ------------ | ------------ | ---------- | ---------- | -------- | -------- | ------- | ------- | ------------- | ------------- |
| Plosive       | p         | b         |              |              | k͡p           | ɡ͡b           | t          | d          | c        | ɟ        | k       | ɡ       | kʷ            | ɡʷ            |
| Implosive     |           | ɓ         |              |              |              |              |            |            |          |          |         |         |               |               |
| Nasale        |           | m         |              |              |              |              |            | n          |          | ɲ        |         |         |               |               |
| Fricative     |           |           | f            | v            |              |              | s          | z          |          |          |         |         |               |               |
| Latérale      |           |           |              |              |              |              |            | l          |          |          |         |         |               |               |
| Semi-consonne |           |           |              |              |              |              |            |            |          | j        |         |         |               | w             |

Certaines de ces consonnes phonémiques peuvent avoir des variantes (allophones) dont par exemple:
- [k͡m] est un allophone de  /k͡p/ avant voyelles nasales
- [ŋ͡m] est un allophone de  /ɡ͡b/ avant voyelles nasales
- [ŋʷ] est un allophone de  w avant voyelles nasales
- ɗ est un allophone de l en position initiale de mot
- r est un allophone de l après une consonne coronale (alvéolaire ou palatale).

### Voyelles
Comme beaucoup de langues ouest-africaines le guéré/wê fait une différences entre voyelles mi-fermées et mi-ouvertes (voyelles avec racine linguale avancée et racine linguale retirée, dans la littérature anglaise cette différence est appelée advanced tongue root = ATR et retracted tongue root = RTR). Cette opposition [i - ɪ] et [u - ʊ], inexistante en français, est similaire à l'opposition qui existe en anglais entre heat et hit, et shoot et should, ou l'allemand wir et wirr ainsi que Mus et muss. (Ajouter ici des exemples du wê), il est encore discuté s'il s'agit de la même différence articulatoire que dans les langues européennes.
De plus, les neuf voyelles orales se retrouvent partiellement en opposition phonémique avec sept à huit voyelles nasales, comme c'est le cas en français pour l'opposition entre "grand" et "gras" ou "ton" et "tôt". (Ajouter ici des exemples du wê).
|                     | orale       | orale      | nasale      | nasale |
| antérieure          | postérieure | antérieure | postérieure |        |
| ------------------- | ----------- | ---------- | ----------- | ------ |
| Fermée (ATR)        | i           | u          | ĩ           | ũ      |
| Mi-fermée (RTR)     | ɪ           | ʊ          | ɪ̃           | ʊ̃      |
| Intermédiaire (ATR) | e           | o          |             | õ      |
| Mi-ouverte (RTR)    | ɛ           | ɔ          | ɛ̃           | ɔ̃      |
| Ouverte (RTR)       |             | a          |             | ã      |

### Tons
Le guéré/wê est une langue à tons, c'est-à-dire que la hauteur à laquelle un ton est prononcé change la signification du mot. Comme les autres langues tonales de l'Afrique de l'Ouest, il s'agit de tons registre, c'est-à-dire que la hauteur de ton importe, similaire aux tons musicaux (et non le mouvement du ton comme en chinois mandarin). Le guéré/wê possède quatre tons à hauteurs différentes (ponctuels) qui peuvent se combiner au sein de la même syllabe pour donner six tons combinés (modulés), augmentant ainsi le nombre de tons différents possibles à dix au total (onze selon les auteurs). Les recherches actuelles proposent que guéré/wê différencie au moins dix tons différents (onze à quatorze tons selon certaines études), ce qui en fait un des systèmes de tons les plus complexes connus:
| Ton                    | API | Exemple | Signification en français |
| ---------------------- | --- | ------- | ------------------------- |
| Bas                    | ˩   | ɡ͡ba˩    | "disperser"               |
| Moyen                  | ˧   | ɡ͡ba˧    | "détruire"                |
| Haut                   | ˦   | mɛ˦     | "mourir"                  |
| Très haut              | ˥   | ji˥     | "plein/rempli"            |
| Bas-haut montant       | ˩˦  | ɡ͡bla˩˦  | "chapeau"                 |
| Bas-très haut montant  | ˩˥  | k͡plɔ̃˩˥  | "banane"                  |
| Moyen-haut montant     | ˧˦  | ɓlo˧˦   | "mur/paroi"               |
| Haut-très haut montant | ˦˥  | de˦˥    | "frère cadet"             |
| Haut-bas descendant    | ˦˩  | ɡ͡ba˩a˦˩ | "chèvre"                  |
| Moyen-bas descendant   | ˧˩  | zmĩe˧˩  | "poisson"                 |

Il est possible que des oppositions de tons supplémentaires soient découvertes, puisque pour une langue très proche, le Wobé, il a été démontré qu'il existe 14 tons pouvant différencier des significations (phonémiques). Des tons peuvent aussi exister sur des syllabes sans voyelles comme dans le mot mḿ (mm˧˦, cinq). L'orthographe des tons est variable, un système utilisant les signes de ponctuation (double apostrophe, apostrophe, point d’exclamation, deux-points) précédant les mots a été testé au Liberia, et un système utilisant les signes diacritiques ajoutés aux letres de voyelles est en usage en Côte d'Ivoire.

## Variétés
Le SIL International, organisme chargé d'attribuer les codes ISO 639-3, distingue deux variétés :
- gxx: le guéré central ou wé méridional
- wec: le neyo ou wé occidental

La base de données linguistiques Glottolog à quant à elle créé une sous-famille pour le guéré qu'elle sépare en deux groupes :
- le wè méridional, comprenant les dialectes de :
  - Beu
  - Fleo
  - Gboo
  - Neao
  - Nyeo
  - Zaa
  - Zagna
  - Zagne
  - Zibiao
- le wè occidental, comprenant les dialectes de :
  - Kaoro
  - Nidrou

## Écriture
Le wè méridional est écrit avec l’alphabet latin et une orthographe a été développée et est notamment utilisée dans la traduction du Nouveau Testament en wè méridional. Cette orthographe utilise l’apostrophe, la double apostrophe et le signe moins pour indiquer les tons, suivant l’Orthographe pratique des langues ivoiriennes.